# Gloria Álvarez

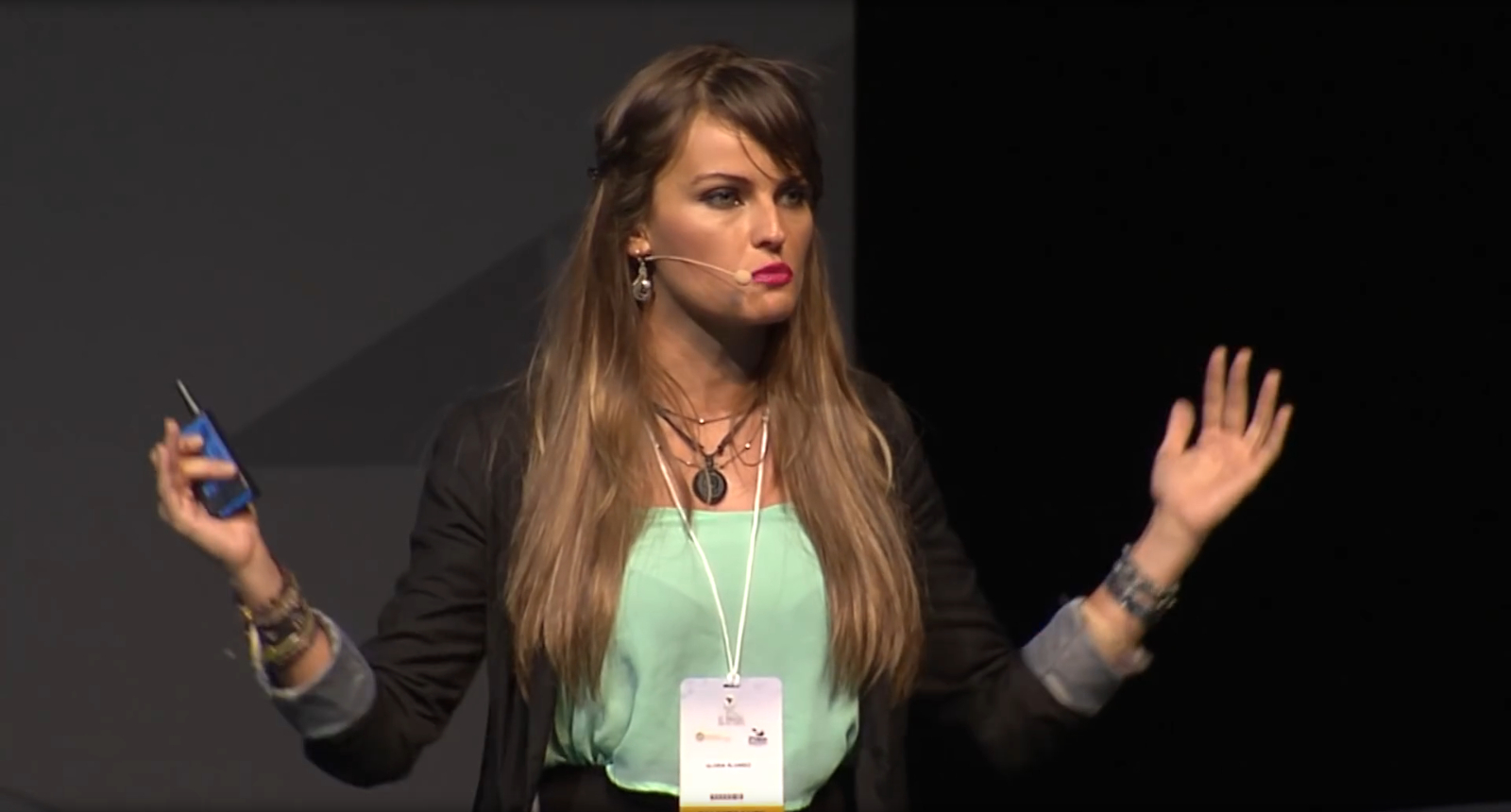
Gloria Álvarez

Gloria Yvette Álvarez Cross (* 9. März 1985 in Guatemala-Stadt) ist eine guatemaltekische Moderatorin, Buchautorin und Aktivistin. 

## Leben
Álvarez wurde in Guatemala-Stadt als Tochter einer Mutter mit ungarischen Wurzeln und eines kubanischen Vaters geboren. Ihre Kindheit verbrachte sie aufgrund der Arbeit ihres Vaters teilweise in Honduras und El Salvador. Nach ihrem Schulabschluss studierte sie an der Universidad Francisco Marroquín in Guatemala Politikwissenschaft und Internationale Beziehungen. Im Anschluss erwarb sie zwei weiterführende Abschlüsse: Einen Master in Politik und Wirtschaft an der Georgetown University, USA, und einen Master in Internationaler Entwicklung an der Universität La Sapienza in Rom. Sie studierte außerdem Anthropologie, Kultur und Internationale Entwicklungsarbeit an der KU Leuven in Belgien, erwarb in diesem Studiengang jedoch keinen Abschluss. Sie spricht Spanisch, Englisch und Italienisch.
Während ihres Studiums arbeitete sie bereits zeitweise als Radiomoderatorin. Nach ihrem Abschluss nahm sie zunächst eine Tätigkeit als Community Manager für eine Bank auf und kam so in Kontakt mit Social Media. Sie begann, die sozialen Netzwerke für politischen Aktivismus zu nutzen und schloss sich der Nationalen Bürgerbewegung MCV (Movimiento Cívico Nacional) an. Mittlerweile ist sie Projektleiterin dieser Bewegung. Zudem arbeitet sie als Fernseh- und Radiomoderatorin. In der Radiosendung „Viernes de Gloria“ (Glorias Freitag), stellt sie wöchentlich Ideen zur Verbesserung des Landes vor.
2014 hielt sie vor dem Jugendparlament in Saragossa eine vielbeachtete Rede für den Einsatz von Technologien zur Bekämpfung von Populismus. Seither gilt sie als eine der führenden Stimmen der libertären Jugend in Lateinamerika. In den Folgejahren unterstützte sie verschiedene Protestbewegungen in anderen lateinamerikanischen Ländern und nahm an über 250 Konferenzen auf dem Kontinent teilt. In ihren Reden setzt sie sich für die Bekämpfung von Korruption und Populismus, den Einsatz von Technologien und die Vermittlung von Bildung ein. 2019 sprach sie auch vor dem EU-Parlament. Darüber hinaus hat sie drei Bücher verfasst.
Im Jahr 2019 bewarb sich Álvarez für die Präsidentschaftswahl in Guatemala, durfte jedoch nicht antreten, da sie das Mindestalter von 40 Jahren nicht erreicht hatte.

## Werke
- mit Axel Kaiser: El engaño populista. Por qué se arruinan nuestros países y cómo rescatarlos. Planeta Publishing, 2016, ISBN 978-607-747-228-5.
- Cómo hablar con un progre (Wie man mit einem Progressiven spricht). Ediciones Deusto, 2017, ISBN 978-84-234-2571-6.
- Cómo hablar con un conservador (Wie man mit einem Konservativen spricht). Planeta Publishing, 2019, ISBN 978-607-747-717-4.